# 125-ös busz (Budapest, 2001–2007)
A budapesti 125-ös jelzésű autóbusz Káposztásmegyer, Szilas-patak és Dunakeszi, Auchan áruház között közlekedett. A vonalat a Budapesti Közlekedési Zrt. üzemeltette.

## Története
2001. október 25-én 125-ös jelzéssel új járatot indítottak Káposztásmegyer, Szilas-patak és a Dunakeszi, Auchan áruház között a káposztásmegyeri lakótelepek érintésével.
2007. szeptember 3-án a Dunakeszi, Auchan áruházig közlekedő 125-ös busz új jelzése 126-os, míg a korábbi 126-osé 126A lett.

## Útvonala
| Dunakeszi, Auchan áruház felé | Káposztásmegyer, Szilas-patak felé |
| --- | --- |
| Káposztásmegyer, Szilas-patak vá. – Óceánárok utca – Farkaserdő utca – Homoktövis utca – Külső Szilágyi út – bekötő út – Dunakeszi, Auchan áruház vá. | Dunakeszi, Auchan áruház vá. – bekötő út – Külső Szilágyi út – Homoktövis utca – Megyeri út – Külső Szilágyi út – Homoktövis utca – Farkaserdő utca – Óceánárok utca – Káposztásmegyer, Szilas-patak vá. |

## Megállóhelyei
| 0  | Káposztásmegyer, Szilas-patak végállomás        | 18 | 20, 124, 126 14     |
| 1  | Hajló utca                                      | 17 | 20, 124, 126        |
| 2  | ABC Áruház                                      | 16 | 20, 124, 126        |
| 3  | Gimnázium                                       | 15 | 124, 126            |
| 3  | Dunakeszi utca                                  | 15 | 124, 126            |
| 4  | Kordován tér                                    | 14 | 124, 126            |
| 5  | Szíjgyártó utca                                 | 13 | 124, 126            |
| 6  | Homoktövis utca (↓) Homoktövis utca (Óvoda) (↑) | 12 | 124, 126 14         |
| 7  | Káposztásmegyer, Megyeri út                     | ∫  | 122, 126 14         |
| 9  | Székpatak utca                                  | ∫  | 122, 126            |
| ∫  | Sárpatak utca                                   | 10 | 122, 126            |
| ∫  | Homoktövis utca                                 | 9  | 122, 126            |
| ∫  | Iskola                                          | 8  | 122, 126            |
| ∫  | Káposztásmegyer, Mogyoródi-patak                | 7  | 122, 126            |
| 17 | Dunakeszi, Auchan áruház végállomás             | 0  | 104 Helyközi buszok |